# لا تقلقوا، هو لن يذهب بعيدا سيرا على الأقدام
لا تقلقوا، هو لن يذهب بعيدًا سيرًا علي الأقدام (بالإنجليزية Don't Worry, He Won't Get Far on Foot)  هو فيلم الدراما الكوميدية الأمريكي صدر عام 2018 ، الفيلم مبني على مذكرات تحمل نفس الاسم من قبل جون كالاهان. كتب وأخرج الفيلم. الفيلم من بطولة خواكين فينيكس، جونا هيل، روني مارا ، و جاك بلاكو الفيلم يحكي قصة شخص مدمن للمواد الكحولية تعرض مؤخرا للشلل ويجد شغف لرسم الكاريكاتير في الصحف.
عرض الفيلم لأول مرة في مهرجان صندانس السينمائي في 19 يناير / كانون الثاني 2018 ، ثم صدر في دور العرض في 13 تموز / يوليه  2018 عن طريق استوديوهات أمازون.

## طاقم العمل
- خواكين فينيكس في دور جون كالاهان (رسام الكاريكاتير)
  - إيثان مايكل موران في دور جون كالاهان (صغير السن)
- جوناه هيل في دور دوني غرين
- روني مارا في دور آنو
- جاك بلاك في دور دكستر
- مارك ويبر في دور مايك
- كيم جوردون في دور كورى
- بيت بيتو في دور ريبا
- كاري براونشتاين في دور سوزان
- توني جرينهاند في دور تيم
- أوليفيا هاميلتون كالممرضة ليلى
- أنجيليك ريفيرا في دور تيري ألفارادو
- هيذر Matarazzo في دور شانون
- ريبيكا ريتنهاوس في دور بوني
- رون بيركنز في دور مورتون كيمبل
- ريبيكا فيلد في دور مارجي بيغيو
- إميليو ريفيرا في دور يسوع ألفارادو
- صني سولجيك
- ميرايل اينوس في دور جون
- نيك روثرفورد في دور شارب

## الإنتاج

### التصوير
التصوير بدأ في 6 آذار / مارس 2017 وانتهي في 6 أبريل عام 2017.

## الإصدار

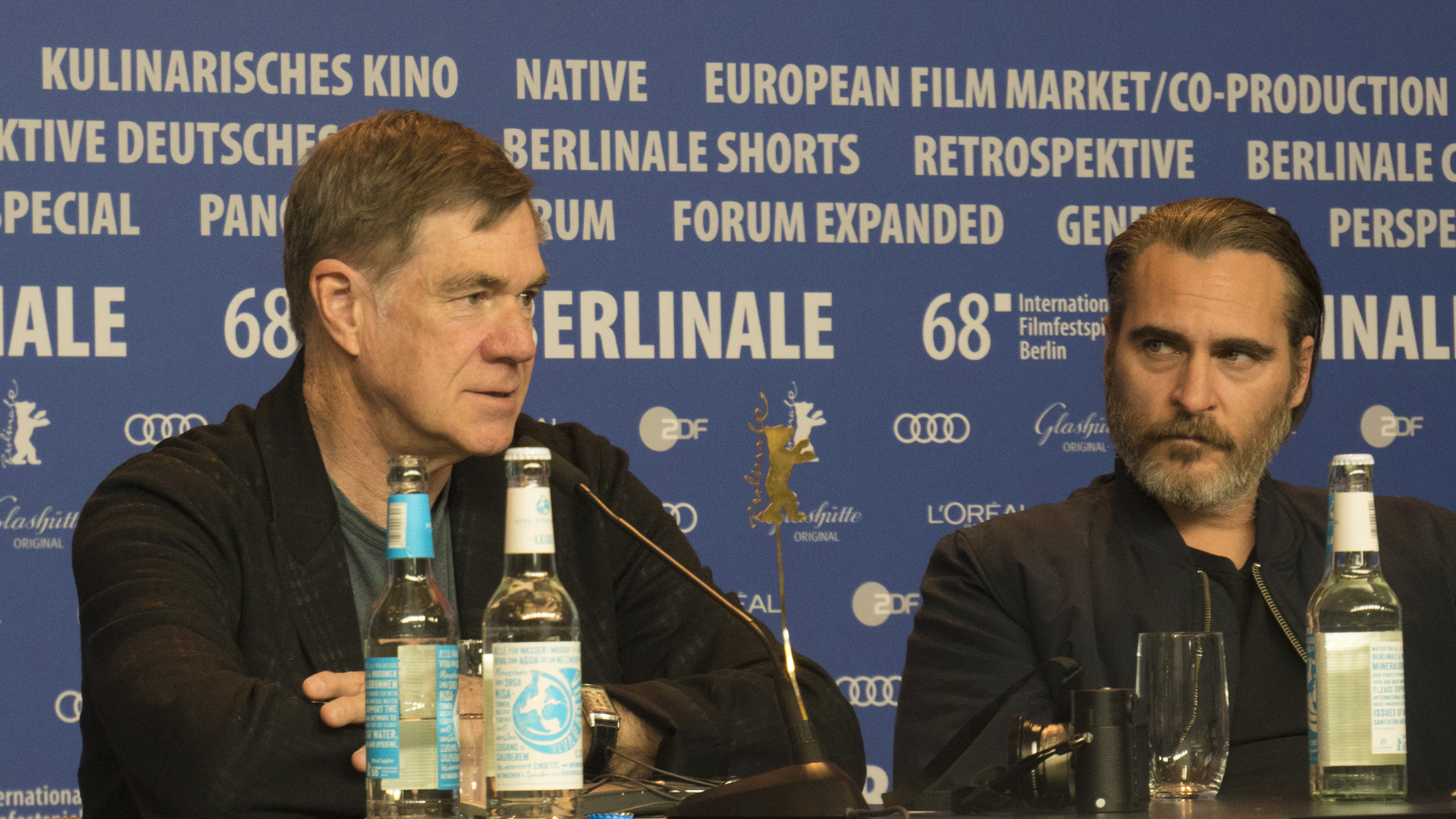
فان سانت (يسار) و فينيكس في مهرجان برلين الدولي للأفلام.

في آذار / مارس 2017 ، تم التأكيد بأن استوديوهات أمازون ستقوم بتوزيع الفيلم. العرض الأول في العالم كان في مهرجان صندانس السينمائي في 19 يناير 2018 كما عرض في مهرجان برلين الدولي للأفلام في 20 شباط / فبراير 2018. كان من المقرر أن يعرض في السينمات في 11 مايو عام 2018 ،  لكن تم تأجيله إلى 13 يوليو 2018.

## وصلات خارجية
- الموقع الرسمي نسخة محفوظة 18 نوفمبر 2018 على موقع واي باك مشين.
- لا تقلقوا، هو لن يذهب بعيدًا سيرًا علي الأقدام على موقع IMDb (الإنجليزية)
- لا تقلقوا، هو لن يذهب بعيدًا سيرًا علي الأقدام على موقع ميتاكريتيك (الإنجليزية)
- لا تقلقوا، هو لن يذهب بعيدًا سيرًا علي الأقدام على موقع روتن توميتوز (الإنجليزية)
- لا تقلقوا، هو لن يذهب بعيدًا سيرًا علي الأقدام على موقع ألو سيني (الفرنسية)
- لا تقلقوا، هو لن يذهب بعيدًا سيرًا علي الأقدام على موقع Turner Classic Movies (الإنجليزية)
- لا تقلقوا، هو لن يذهب بعيدًا سيرًا علي الأقدام على موقع بوكس أوفيس موجو (الإنجليزية)
- لا تقلقوا، هو لن يذهب بعيدًا سيرًا علي الأقدام على موقع فيلمافينيتي (الإسبانية)
- لا تقلقوا، هو لن يذهب بعيدًا سيرًا علي الأقدام على موقع قاعدة بيانات الفيلم (الإنجليزية)
- لا تقلقوا، هو لن يذهب بعيدًا سيرًا علي الأقدام على موقع ليتربوكسد (الإنجليزية)
- لا تقلقوا، هو لن يذهب بعيدًا سيرًا علي الأقدام على موقع كينوبويسك (الروسية)